# Jesse Marunde

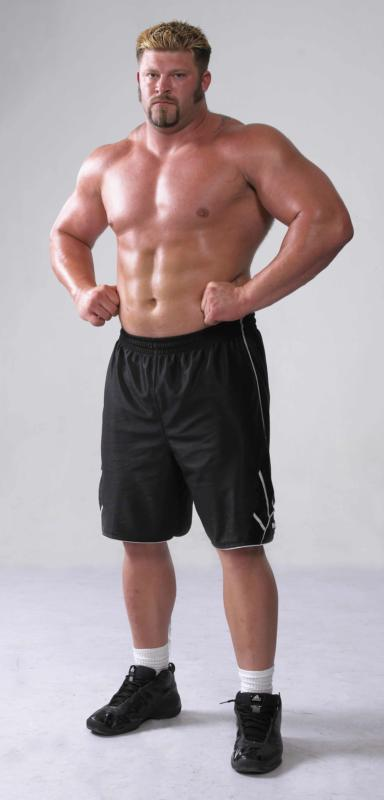
Jesse Marunde

Jesse Marunde (14 de septiembre de 1979-25 de julio de 2007) fue un strongman, halterófilo y powerlifter estadounidense que competía en El Hombre Más Fuerte Del Mundo y era uno de los hombres más fuertes de su país.

## Vida
Marunde comenzó a levantar pesas a fines de 1994 y en noviembre de 1998 se convirtió en el campeón juvenil de fuerza de agarre . Más tarde comenzó a competir en halterofilia y también en powerlifting y trote.
En 2001 comenzó a competir en strongman y al año siguiente entró en la competición del hombre más fuerte del mundo en Zambia aunque no le fue muy bien. Marunde volvió a competir en 2005 y quedó en segundo lugar, superado por Mariusz Pudzianowski . Fue el primer norteamericano en salir en 2º puesto desde 1990 cuando O.D. Wilson salió segundo superado por Jón Páll Sigmarsson. A pesar del éxito de 2005, en la competición de Sanya de 2006 Marunde decayó hasta el undécimo puesto.
Marunde murió de un infarto el 25 de julio de 2007 con casi 28 años de un misterioso ataque al corazón mientras realizaba sentadillas. Se llegó a creer que lo provocó una sobredosis proteínica al ingerir dos kilos de salame. Más tarde la autopsia reveló una obstrucción arterial no detectada.

## Perfil
Edad: 27 años
Altura:1,95 m
Peso: 145 kg